# Disulfid
Disulfidi su kemijski spojevi sumpora s alkalijskim metalom ili vodikom. Opće su formule M2Sn. M u općoj formuli predstavlja alkalijski metal ili vodik.  Obično ih se stvara djelovanjem HCI na otopinu alkalijskih polisulfida. 
Funkcionalna skupina u disulfidu je R–S–S–R'. Vezu se također zove SS-veza ili disulfidni most i obično je izvedne uparivanjem dviju tiolnih skupina. Formalno, sveza je persulfid, analogno imenu kongenera peroksida (R–O–O–R'), ali ovaj se izraz rijetko koristi, osim u odnosima ka hidrosulfidima (sastojci su R–S–S–H ili H–S–S–H).
U anorganskoj kemiji disulfidi se obično odnosi na odgovarajući anionIn S22− (−S–S−). 
Disulfidna veza u organskoj kemiji osobito je važna u stabilizaciji bjelančevina.
Disulfid, bisulfid i disumpor različiti su pojmovi.